# Regenera
A Regenera é uma empresa do Paraná e fica localizada na cidade de Curitiba. A Regenera é especializada em biomodelagem e impressão 3D voltadas para aplicações na saúde. A empresa desenvolve biomodelos anatômicos e próteses personalizadas, utilizando tecnologias de impressão 3D para apoiar o planejamento cirúrgico, a reabilitação e a educação médica

## Histórico
A Regenera foi fundada em 2021, durante a pandemia de COVID-19, por Antonio Verguetz, Felipe Franco e Bruno Benegra, profissionais com formações na área de engenharia. O projeto surgiu de uma colaboração entre médicos e engenheiros da Universidade Tecnológica Federal do Paraná (UTFPR), onde a empresa foi incubada inicialmente. A incubação possibilitou o acesso a recursos acadêmicos e parcerias institucionais, contribuindo para o desenvolvimento das atividades da empresa.
Os anos iniciais foram difíceis, por estar em meio à pandemia do COVID-19. Foram dois anos de serviços comunitários construindo faceshields para distribuição em hospitais e outras organizações governamentais para proteção dos trabalhadores.
No final de 2021, a Regenera obteve financiamento por meio de programas de incentivo à inovação, como o Edital Centelha. Esse apoio viabilizou a aquisição de equipamentos e o desenvolvimento de tecnologias, incluindo métodos para a produção de próteses faciais personalizadas por meio de impressão 3D.

### Tecnologias e aplicações
A empresa desenvolve métodos para converter dados de exames médicos, como tomografias computadorizadas e ressonâncias magnéticas, no formato DICOM em biomodelos 3D. Esses biomodelos são utilizados em planejamento cirúrgico, ensino médico e pesquisa. Eles oferecem aos profissionais de saúde uma ferramenta física para visualizar e simular procedimentos clínicos, melhorando a precisão e reduzindo riscos em intervenções médicas.
Em 2022, a Regenera estabeleceu uma parceria com a Rede Feminina de Combate ao Câncer, criando próteses mamárias externas destinadas a mulheres submetidas a mastectomia. O objetivo era fornecer alternativas acessíveis e confortáveis às pacientes.
A partir de 2024, a empresa expandiu sua atuação para o desenvolvimento de novos materiais, como o SILIMAT, um material à base de silicato de cálcio. Esse material possui aplicações na área médica e na engenharia civil, sendo utilizado como alternativa ao gesso na fabricação de blocos e revestimentos de construção.

## Prêmios
A Regenera recebeu reconhecimento por suas inovações no setor de saúde. Em 2024, foi premiada com o Prêmio Empreendimento Destaque da UTFPR, que valoriza empresas inovadoras com impacto social e tecnológico.
Ainda em 2024, a empresa foi contemplada com o Prêmio Prime, destinado a apoiar a transformação de inovações científicas em produtos e serviços com impacto comercial, com um incentivo de R$ 200 mil para o desenvolvimento do SILIMAT e de outras tecnologias.